# Universitas Valachorum
Universitas Valachorum (Starea românilor) este denumirea în latina medievală a unei stări sociale ce desemnează o instituție de auto-guvernare a românilor în Transilvania medievală.
Începuturile stării românilor nu se cunosc, totuși, ea nu poate fi anterioară secolului al XII-lea. 
În cadrul acestei Universitas Valachorum populația românească din Transilvania era condusă de propria aristocrație (Cneaz, boier, jupân), ce avea dreptul la exercitarea unei jurisdicții proprii în baza unui propriu sistem legal de natură preponderent cutumiară (Lex Antiqua Valachorum sau în limba populară a epocii леџѩ стръмошѩскъ - legea strămoșească, în maghiară vlach jog).
În fața amenințărilor externe (Tătari, Cumani și alți invadatori străini) Starea românilor era chemată împreună cu celelalte "Stări transilvane"  (Universisque nobilibus Ungarorum, Saxonibus, Syculis et Volachis) să apere creștinătatea, așa cum reiese din scrisoarea arhiepiscopului Lodomerus în 1288. 
Atunci când regele Ungariei  ori voievodul Transilvaniei convocau stările generale transilvane (congregatio generalis), Universitas Valachorum se prezenta la adunare împreună cu celelalte trei stări transilvane: nobilimea ungară, sașii și secuii (Universis nobilibus, Saxonibus, Syculis et Olachis in partibus Transiluanis), așa cum reiese din convocarea stărilor Transilvaniei făcută de regele Andrei al III-lea al Ungariei în 1291  . 
Ultimul document scris atestând Universitas Valachorum datează din mai 1355, când adunarea generală (congregatio generalis) a stărilor transilvane a fost convocată la Turda .
După constituirea Țării Românești, Moldovei și Unirii celor trei neamuri în Ardeal, dar mai ales după înnăbușirea răscoalei de la Bobâlna în 1438, o parte din populația românească din Transilvania s-a desprins din Universitas Valachorum, venind să colonizeze ținuturile de la sud de Carpați (ultra Alpes in terram Basarab), în timp ce românii transilvăneni au pierdut treptat statutul de stare socială independentă și au fost în final excluși de la adunările stărilor transilvane și deci de la viața politică a principatului. 
Acest proces poate fi pus în legătură cu politica dusă de regele Ungariei Ludovic  I de Anjou. În anul 1366, acesta emite un decret la Turda  ce conținea și prevederi legale îndreptate explicit contra românilor (presumptuosam astuciam diversorum malefactorum, specialiter Olachorum, in ipsa terra nostra existencium – răutățile diverșilor raufăcători, in special ale românilor;  exterminandum seu delendum in ipsa terra malefactores quarumlibet nacionum, signanter Olachorum – să fie izgoniți ori exterminați din această țară răufăcătorii de orice nație, dar în special românii). Prin același decret apartenența la nobilime (nobilis Hungarus) este condiționată de apartenența la Biserica Catolică, excluzând în acest fel din rândurile aristocrației pe românii ortodocși. Motivele unei astfel de politici restrictive erau de natură politico-religioasă, statutul privilegiat de “nobil ungar” fiind considerat incompatibil cu apartenența la confesiunea ortodoxă, considerată schismatică, mai ales într-un stat ca cel medieval ungar, investit cu o “misiune apostolică” de către Sfântul Scaun .
Decretul din Turda din 1366 a avut și consecințe economico-sociale asupra dizolvării “starii românilor” (Universitas Valachorum) din Transilvania, introducând condiționarea apartenenței la nobilime de posesia unui certificat regal de donație ce confirma proprietatea funciară.  În mod tradițional, elita românească (juzi sau cnezi: iudices, knezes) ce guverna în baza unui drept preponderant cutumiar (ius valachicum, cu varianta sa feudală ius keneziale), nu poseda documente de proprietate scrise și nici nu a putut să-și procure certificatele regale de donație introduse după 1366. Aceasta a dus la o treptată expropriere a aristocrației românești, care rămânând ortodoxă, era oricum exclusă de la apartenența oficială la nobilimea ungară (nobilis Hungarus). Lipsiți de titluri de proprietatee și de recunoașterea formală a drepturilor nobiliare, elita ortodoxă românească s-a subțiat numeric după 1366, nemaiputându-și trimite reprezentanții în adunările stărilor.
O parte a nobilimii românești, pentru a-și putea menține statutul, s-a convertit la catolicism fiind treptat absorbită de către nobilimea ungară. Acele familii de cnezi, juzi și voievozi care nu s-au convertit și nici nu au putut obține documente scrise de proprietate au decăzut  gradual în rândul țăranilor sau chiar al șerbilor.
Ultima pagină din istoria lui Universitas Valachorum s-a scris în 1437, atunci când, ca o reacție la proclamarea de către răsculații de la Bobâlna a “stării ungurilor și românilor” (Universitas Ungarorum et Valachorum), stările tradiționale (nobilii ungari, sașii și secuii) au proclamat “uniunea frățească” (fraterna unio, Unio Trium Nationum) menită să asigure o uniune defensivă împotriva agresorilor externi și a răsculaților interni. Adoptarea lui Unio Trium Nationum, care implicit excludea Universitas Valachorum din acest pact politic, a constituit ultimul act constituțional ce a marcat dispariția lui Universitas Valachorum.